# Piper grande
Piper grande là một loài thực vật có hoa trong họ Hồ tiêu. Loài này được Vahl miêu tả khoa học đầu tiên năm 1798.